# CONCACAF Champions' Cup 1973
La CONCACAF Champions' Cup 1973 è stata la 9ª edizione della massima competizione calcistica per club centro-nordamericana.

## Risultati

### Zona Nord America
Fase non disputata per mancanza di squadre iscritte.

### Zona Centro America

#### Primo turno
| Squadra 1      | Totale | Squadra 2         | Andata | Ritorno |
| -------------- | ------ | ----------------- | ------ | ------- |
| Vida           | 0 - 3  | Saprissa          | 0 - 2  | 0 - 1   |
| CSD Municipal  | 1 - 0  | Olimpia           | 0 - 0  | 1 - 0   |
| Alajuelense    | 4 - 0  | Águila            | 3 - 0  | 1 - 0   |
| Comunicaciones | 1 - 0  | Juventud Olímpica | 0 - 0  | 1 - 0   |

#### Secondo turno
- CSD Municipal ritirato, sostituito da  Santa Cecilia.

| Squadra 1      | Totale | Squadra 2   | Andata | Ritorno |
| -------------- | ------ | ----------- | ------ | ------- |
| Santa Cecilia  | 3 - 5  | Alajuelense | 3 - 0  | 0 - 5   |
| Comunicaciones | 1 - 4  | Saprissa    | 1 - 0  | 0 - 4   |

#### Terzo turno
| Squadra 1 | Totale | Squadra 2   | Andata | Ritorno |
| --------- | ------ | ----------- | ------ | ------- |
| Saprissa  | 2 - 0  | Alajuelense | 1 - 0  | 1 - 0   |

### Zona Caraibi

#### Primo turno
| Squadra 1        | Totale | Squadra 2          | Andata | Ritorno |
| ---------------- | ------ | ------------------ | ------ | ------- |
| Robinhood        | 2 - 4  | Jong Colombia      | 2 - 3  | 0 - 1   |
| Transvaal        | 14 - 0 | UCMM               | 8 - 0  | 6 - 0   |
| Devonshire Colts | 6 - 5  | North Village Rams | 3 - 1  | 3 - 4   |

#### Secondo turno
| Squadra 1     | Totale | Squadra 2        | Andata | Ritorno |
| ------------- | ------ | ---------------- | ------ | ------- |
| SUBT          | 3 - 9  | Transvaal        | 2 - 5  | 1 - 4   |
| Jong Colombia | -      | Devonshire Colts | -      | -       |

- Devonshire Colts inizialmente ritiratosi dalla competizione e poi ripescato per un ulteriore quarto turno.

#### Terzo turno
| Squadra 1 | Totale | Squadra 2     | Andata | Ritorno |
| --------- | ------ | ------------- | ------ | ------- |
| Transvaal | 4 - 2  | Jong Colombia | 2 - 1  | 2 - 1   |

#### Quarto turno
| Squadra 1 | Totale | Squadra 2        | Andata | Ritorno |
| --------- | ------ | ---------------- | ------ | ------- |
| Transvaal | 7 - 3  | Devonshire Colts | 4 - 2  | 3 - 1   |

### Finale
- Transvaal proclamato a tavolino campione CONCACAF per il ritiro del Saprissa.[2]